# テイキング・タイガー・マウンテン
『テイキング・タイガー・マウンテン』（原題：Taking Tiger Mountain (By Strategy)）は、ブライアン・イーノが1974年11月に発表した、ソロ名義では2作目のスタジオ・アルバム。

## 背景
アルバム・タイトルは、中国の革命現代京劇『智取威虎山』の英訳である。本作のジャケットを描いたピーター・シュミットは、後に「オブリーク・ストラテジーズ」と呼ばれるカード・セットをイーノと共に考案した人物でもある。

## 評価・影響
スティーヴ・ヒューイはオールミュージックにおいて満点の5点を付け「『ヒア・カム・ザ・ウォーム・ジェッツ』ほど熱い作品ではないが、『テイキング・タイガー・マウンテン』は、彼自身がほどなく脱却することとなる熟達したポップ・ソングの構築力により、親しみやすい内容となっている」と評している。バウハウスは、1982年のアルバム『ザ・スカイズ・ゴーン・アウト』において、本作収録曲「サード・アンクル」をカヴァーした。

## 収録曲
特記なき楽曲はブライアン・イーノ作。
1. バーニング・エアラインズ・ギヴ・ユー・ソー・マッチ・モア - "Burning Airlines Give You So Much More" - 3:17
2. バック・イン・ジュディーズ・ジャングル - "Back in Judy's Jungle" - 5:15
3. ザ・ファット・レディ・オブ・リンバーグ - "The Fat Lady of Limbourg" - 5:05
4. マザー・ホエール・アイレス - "Mother Whale Eyeless" - 5:45
5. ザ・グレート・プリテンダー - "The Great Pretender" - 5:11
6. サード・アンクル - "Third Uncle" (Brian Eno / arranged by Brian Turrington) - 4:47
7. プット・ア・ストロー・アンダー・ベイビー - "Put a Straw Under Baby" - 3:25
8. ザ・トゥルー・ホイール - "The True Wheel" (B. Eno, Phil Manzanera) - 5:11
9. チャイナ・マイ・チャイナ - "China My China" - 4:44
10. テイキング・タイガー・マウンテン - "Taking Tiger Mountain" - 5:32

## 参加ミュージシャン
- ブライアン・イーノ - ボーカル、エレクトロニクス、スネイク・ギター、キーボード
- フィル・マンザネラ - ギター
- Brian Turrington - ベース
- フレディ・スミス - ドラムス
- ロバート・ワイアット - パーカッション、バッキング・ボーカル
- ポーツマス・シンフォニア - ストリングス(on #7)
- ランディ・アンド・ザ・ピラミッズ - コーラス(on #8)
- ザ・シンプリスティックス - コーラス(on #2, #10)
- アンディ・マッケイ - ブラス(on #3)
- フィル・コリンズ - エクストラ・ドラムス(on #4)
- ポリー・エルテス - ボーカル(on #4)